# Neopelma pallescens
Neopelma pallescens là một loài chim trong họ Pipridae.